# Baterias de Santo Amaro
As Baterias de Santo Amaro localizavam-se na então Vila de N. S. da Purificação e Santo Amaro (no interior da baía de Todos os Santos), no litoral do atual estado da Bahia, no Brasil.

## História
Duas baterias de campanha foram erguidas na iminência da Guerra da independência do Brasil (Independência da Bahia, 1822-1823), pelo comandante do Exército Pacificador de Cachoeira, Coronel Felisberto Gomes Caldeira. Destinavam-se a cobrir a travessia das suas tropas, do ancoradouro da Abadia de Brotas para o do Engenho do Conde, em julho de 1822 (SOUZA, 1885:98).
GARRIDO (1940) afirma que as mesmas se localizavam às margens do rio Sergi, no acesso à cidade de Santo Amaro da Purificação (op. cit., p. 95).